# Lödöse

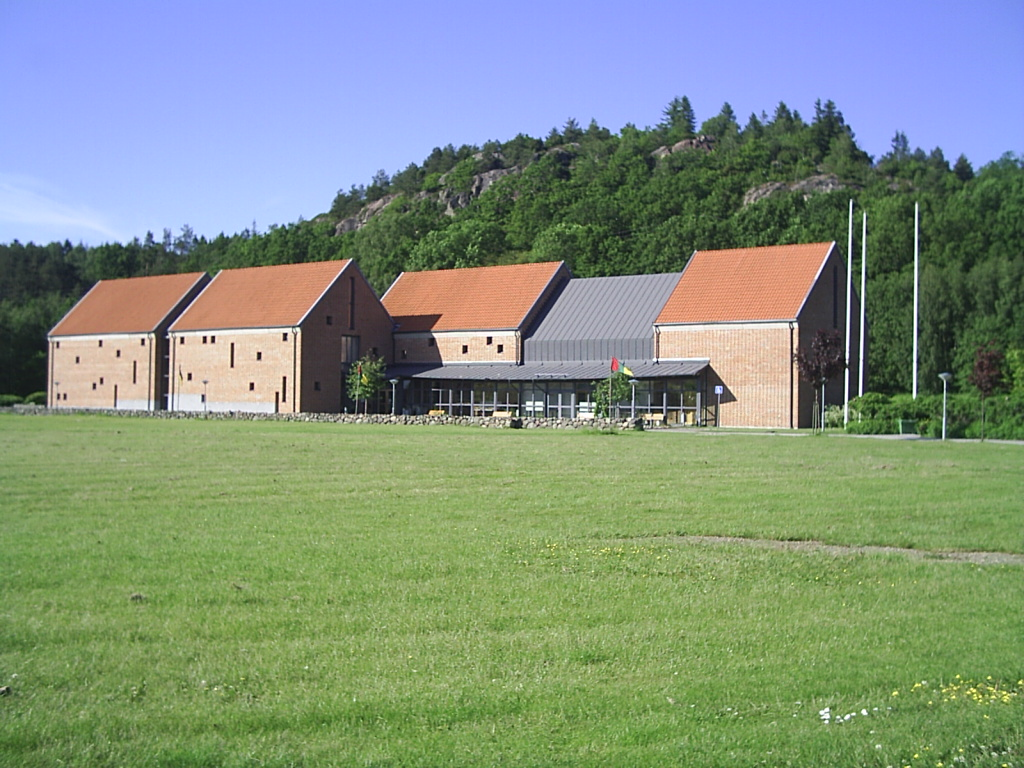
Heimatmuseum Lödöse

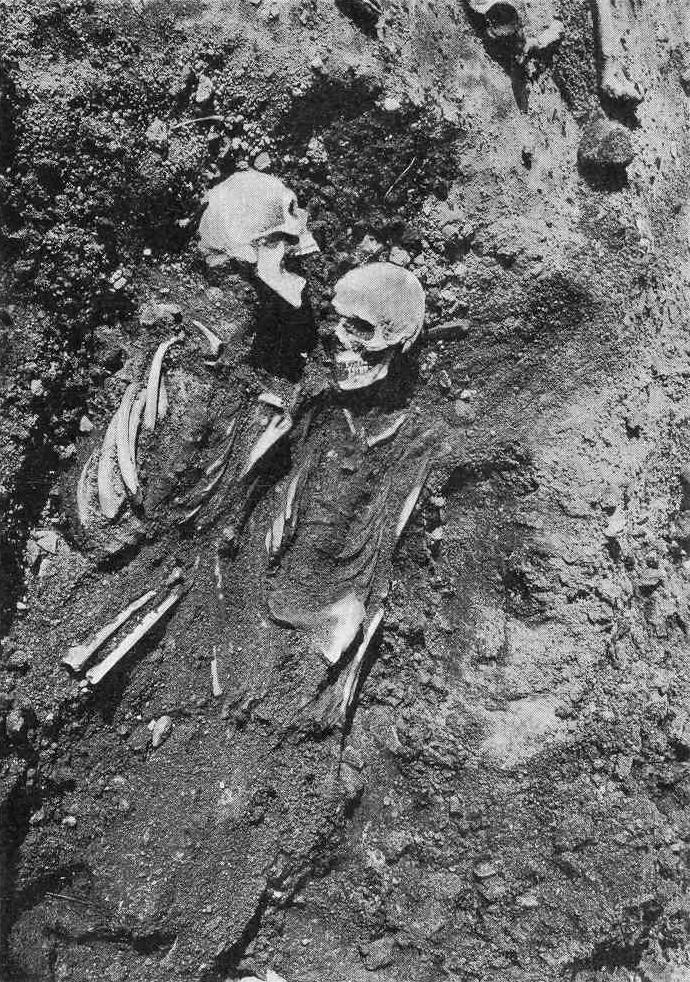
Skelettfund (Mann und Frau) 1915 aus der Nya Lödöse kyrka

Lödöse ist eine Ortschaft (tätort) in der schwedischen Gemeinde Lilla Edet am Fluss Göta älv. Sie liegt in der Provinz Västra Götalands län und der historischen Provinz Västergötland. Vom 13. bis zum 15. Jahrhundert war der Ort eine bedeutende Stadt, die sich durch Schwedens einzigen Hafen mit Direktanschluss zur Nordsee auszeichnete. Die Stadt wird als Vorgänger von Göteborg angesehen.

## Geschichte

### Mittelalter
Die Entstehung der Stadt ist für das 12. Jahrhundert durch archäologische Funde belegt, könnte aber schon ein Jahrhundert früher erfolgt sein. Im 12. Jahrhundert gab es hier drei Kirchen, einen königlichen Hof und eine Münze sowie einen Wehrturm. Das Münzwesen startete etwa um 1150, nachdem die Münze in Sigtuna um 1030 stillgelegt wurden. Danach wurden hier mit Ausnahme der Regierungszeit von Magnus Ladulås (1275–1290) bis 1365 Münzen geprägt. Um 1200 wurde die Stadt in Saxo Grammaticus Werk Gesta danorum mit der lateinischen Bezeichnung Liuthusium erstmals urkundlich erwähnt. In isländischen Sagen, die etwas später entstanden, wird über Ereignisse berichtet, die um 1150 in Lödöse stattgefunden haben sollen.
Um 1250 erhielt Schweden eine Landverbindung zum Kattegat und in den folgenden 200 Jahren erlebte Lödöse aufgrund des Hafens seine Blütezeit. Der Handel mit anderen Skandinaviern, Deutschen, Engländern, Schotten und Holländern nahm stark zu und die deutsche Hanse hatte Repräsentanten im Magistrat der Stadt. Von hier aus wurden Tierprodukte, Holz und Eisen exportiert und im Gegenzug Waren eingeführt, deren Herstellung in Schweden nicht möglich war. Herzog Erik von Södermanland ließ die Stadt 1304 während eines Kleinkrieges gegen seinen Bruder Valdemar niederbrennen, aber entwickelte sie anschließend zu einem administrativen Zentrum in der Region. Der eigentliche Niedergang des Ortes begann mit der Errichtung besserer Befestigungsanlagen an der Mündung des Göta älv und dem Engelbrekt-Aufstand um 1434.

### Spätere Wasa-Zeit und schwedische Großmachtzeit
Gustav Wasa ließ 1526 die Stadtrechte von Lödöse aufheben. Ungeachtet dessen wurde die Befestigung des Ortes aufgrund der Unruhen, die mit der Absetzung von Christian II. zusammenhingen, durch mehrere Türme erweitert. Gustavs Sohn Johann III. gab dem Ort 1586 die Stadtrechte zurück. In den folgenden Jahren war Lödöse mehrfach Schauplatz von kriegerischen Auseinandersetzungen. Nach dem Schonischen Krieg, der 1679 beendet war, hatte der Ort seine strategische Bedeutung verloren und begann zu verfallen.

### Neuzeit
Zwischen 1877 und 1905 erlebte Lödöse einen kurzen Aufschwung, da in der Nähe eine Eisenbahnlinie errichtet wurde, die Produkte aus der Region Bergslagen zum Kattegat beförderte. Von 1952 bis 1970 war Lödöse der Hauptort einer gleichnamigen Gemeinde. Ausgrabungen der mittelalterlichen Anlagen fanden zwischen 1916 und 1920 sowie seit 1961 statt. Zurzeit ist etwa ein Drittel der früheren Stadt archäologisch untersucht worden. Die gefundenen Gegenstände kann man im örtlichen Museum und im Historischen Museum in Stockholm betrachten.